# Cylindromyia aberrans
Cylindromyia aberrans là một loài ruồi trong họ Tachinidae.